# 장영식 (1968년)
장영식(1968년 ~ )은 대한민국의 기업인이며, 세계한인무역협회 회장을 맡고 있다. 2023년 10월 20일로 본인소유의 (주)에이산 부도처리가 되었다. 자신소유의 신주쿠 건물밑 자산은 가족명의로 변경한 상황이고  직원들은 강제 퇴사 및 월급 및 퇴직금도 받지 못하는 상황이고 거래처 들 미수 금액이 5억엔 이상 추정 된다.
https://news.yahoo.co.jp/articles/ce11aaafcc282fefd50d41d1c91d8cb6af9cb7ed 보관됨 2023-11-10 - 웨이백 머신

## 학력
- 순천대학교 기계설계공학과 학사
- 와세다 대학원 수료

## 경력
- 1995년 : 에이산 설립
- 2010년 ~ 2011년 : 세계한인무역협회 동경지회 회장
- 2016년 ~ : 제12대 도쿄한국상공회의소 회장
- 2017년 : 세계한인무역협회 수석부회장
- 2021년 11월 ~ 현재 : 세계한인무역협회 회장
- 2023년 10월 20일: 에이산 부도처리

## 수상
- 2011년 : 한국언론인연합회 자랑스런한국인대상 해외동포부문
- 2013년 : 대통령 표창
- 2016년 : 장보고 한상 명예의 전당 어워드 우수상